# 양헌수
양헌수(梁憲洙, 1816년 ~ 1888년)는 조선 말의 무신이었다. 본관은 남원, 호는 하거(荷居)였다.
화서 이항로의 제자이자 면암 최익현의 동기였다.

## 생애
1848년 무과에 급제하여, 1865년 제주목사를 지내며 고을을 잘 다스렸다. 1866년 강화도에 프랑스 군대가 쳐들어오는 병인양요가 일어나자 500명의 군대를 이끌고 정족산성에 숨어있다가 프랑스 군대가 오자 일제히 공격해 프랑스군을 무찔렀다. 이 전투에서 프랑스군이 6명이 전사하고 30명이 부상당하는 피해를 입고 물러났다.
다만 프랑스군 기록에선 병인양요중 프랑스군의 피해는 3명의 전사자와 35명의 부상자로 기록되어있다.
양헌수는 그 뒤 황해도 병마절도사와 어영 대장 등을 지냈으며, 1876년 강화도 조약이 체결되자 결사 반대했다. 1884년 공조판서를 지냈다.

## 관련 문화재
- 양헌수 승전비 (인천광역시 기념물 제36호)
- 유장 양헌수묘